# Султан бін Саїф
Султан I бін Саїф (*д/н — бл. 1679) — імам Оману в 1649—1679 роках. Завершив вигнання португальців з півдня Аравійського півострова.

## Життєпис
Походив з династі Ярубідів. Син Саїфа бін Маліка. Про дату народження нічого невідомо. 1649 року після смерті стриєчного брата Насіра бін Муршида стає новим імамом. Офіційно отримав усі права під час церемонії у фортеці Растак.
Продовжив політику попередника щодо звільнення півдня Аравії від португальців. Головною базою останніх залишалося місто Маскат. Для його захоплення імам створив власний флот. 1650 року внаслідок вдалої атаки оманські війська захопили Маскат, а потім Форт-Капітан. Також було захоплено 2 португальських судна в порту Маттрах. Боротьба з португальцями продовжилася в Аравійському морі.
Невдовзі захопив фортецю Мірані, завершивши звільнення узбережжя. 1652 року було атаковано Занзібар, але невдало. 1655 року флот Оману здійснив напад на Бомбей в Індії, що тоді належав Португалії. 1659 року відмовив Англійській Ост-Індській компанії в оренді Маскату. 1661 року ще раз оманський флот атакував Бомбей. У 1668, 1670 та 1676 роках було атаковано інше місто Діу та Даман. Околиці було сплюндровано, але самі фортеці захопити не вдалося. У 1670-х роках вдалося на нетривалий час захопити місто Момбасу на східному узбережжі Африки, але португальці швидко повернули там владу.
Імаму вдалося встановити контроль над Ормузькою протокою (португальська фортеця на острові Ормуз ще у 1622 році була зруйнована перськими військами). Султан бін Саїф став стягувати мито в Маскаті з суден, що проходили через протоку як платню за захист від піратства. Маскат став торгівельним центром Оману, де торгували кіньми, рибою, фініками, фруктами. Намагався привернути до своїх портів голландських торгівців, проте ті залишилися прихильними до Персії.
Водночас здійснював активне будівництво. Він відбудував міста Ібрі і Біркат аль-Мауз, фортеця Нізву. Остання стала столицею держави.
Помер близько 1679 року. Йому спадкував син Більараб бін Султан.